# Dubioniscus marcuzzii
Dubioniscus marcuzzii is een pissebed uit de familie Dubioniscidae. De wetenschappelijke naam van de soort is voor het eerst geldig gepubliceerd in 1952 door Vandel.